# Кизилозен
Кизилозе́н (каз. Қызылөзен) — село у складі Тупкараганського району Мангистауської області Казахстану. Адміністративний центр та єдиний населений пункт Кизилозенського сільського округу.
У радянські часи село називалось Кизилузень.
Населення — 909 осіб (2021; 1112 у 2009, 820 у 1999, 922 у 1989).